# Puchar Świata w Lekkoatletyce 2002
9. Puchar Świata w Lekkoatletyce – dziewiąta edycja lekkoatletycznego pucharu świata odbyła się w stolicy Hiszpanii – Madrycie (na Estadio La Peineta). Zawody rozegrano 20 i 21 września 2002 roku. Czwarte zwycięstwo wśród panów odnieśli lekkoatleci afrykańscy. W lutym 2004 roku po zdyskwalifikowaniu za doping Brytyjczyka Dwain Chambersa wyzerowano dorobek punktowy jego reprezentacji.

## Rezultaty końcowe
Tabela uwzględnia wyzerowanie dorobku Wielkiej Brytanii, która wcześniej zajmowała 7. pozycję z 86 pkt. na koncie.
| Miejsce | Mężczyźni                         | Kobiety                      |
| ------- | --------------------------------- | ---------------------------- |
| 1.      | Afryka – 134 pkt                  | Rosja – 126 pkt              |
| 2.      | Stany Zjednoczone – 119 pkt       | Europa – 123 pkt             |
| 3.      | Europa – 115 pkt                  | Ameryka – 110 pkt            |
| 4.      | Ameryka – 111 pkt                 | Stany Zjednoczone – 105 pkt  |
| 5.      | Hiszpania – 94 pkt                | Afryka – 99 pkt              |
| 6.      | Niemcy – 86,5 pkt                 | Niemcy – 79,5 pkt            |
| 7.      | Azja – 80 pkt                     | Azja – 75 pkt                |
| 8.      | Australia i Oceania – 62,5 pkt    | Hiszpania – 74,5 pkt         |
| 9.      | Wielka Brytania – dyskwalifikacja | Australia i Oceania – 59 pkt |